# Relaciones Burundi-España
Las relaciones Burundi-España son las relaciones bilaterales entre estos dos países. Burundi no tiene embajada en España, pero su embajada en París está acreditada para este país. España no cuenta con Representación diplomática ni Oficina Consular en Burundi. La Embajada de España en Dar es Salaam, Tanzania, concurre ante Burundi.

## Relaciones diplomáticas
Al no existir apenas relaciones comerciales y no ser Burundi un país prioritario para la cooperación española, las cuestiones que preocupan a España principalmente con relación a Burundi son la situación de los refugiados de Burundi en los campos de Tanzania (con los que España colabora a través de contribuciones a la FAO) y el resto de países de la región, así como la situación de los derechos
humanos y de seguridad en el país, que se ha visto significativamente deteriorada en los últimos meses y que afecta de modo directo a nuestros nacionales – en su mayoría personal humanitario – residentes en el país.

## Relaciones económicas
En 2012 las exportaciones españolas a Burundi ascendieron a 0,60 millones de euros. En 2013, 2014 y 2015 las exportaciones ascendieron a menos de 0,45 millones. Las principales partidas exportadas fueron: aparatos mecánicos para la agricultura; materias colorantes; chapas de aluminio; vinos y mostos y aparatos ópticos.
En 2012 España importó productos por valor de 0,39 millones de euros. No constan las importaciones en 2013. En los años 2014 y 2015 los productos importados ascendieron a 0,20 millones cada año. La partida de accesorios de cristales líquidos, láseres e instrumentos de óptica, junto con bebidas varias, concentran casi la totalidad de este valor.

## Cooperación
Burundi no es un país prioritario de la cooperación española, por lo que no existe cooperación bilateral. Hay diversos grupos religiosos que trabajan su labor en Burundi. Hasta el año 2012 hubo lectorado de español en la Universidad de Ngozi.